# Lévrier grec
Le lévrier grec ou lévrier albanais est un lévrier utilisé pour la chasse en Grèce. Il s'agit d'une variété non reconnue officiellement par la Fédération cynologique internationale.

## Description
C'est un lévrier robuste, très ressemblant au saluki et qui est extrêmement rare.

## Soins et santé
Il a besoin de beaucoup d'exercice.

### Photo

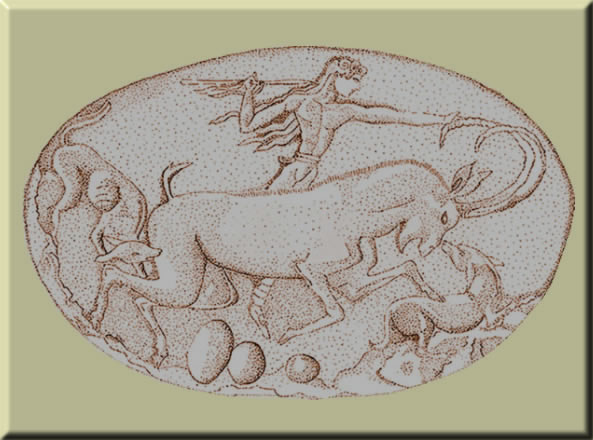
Lévriers Grec à la chasse.
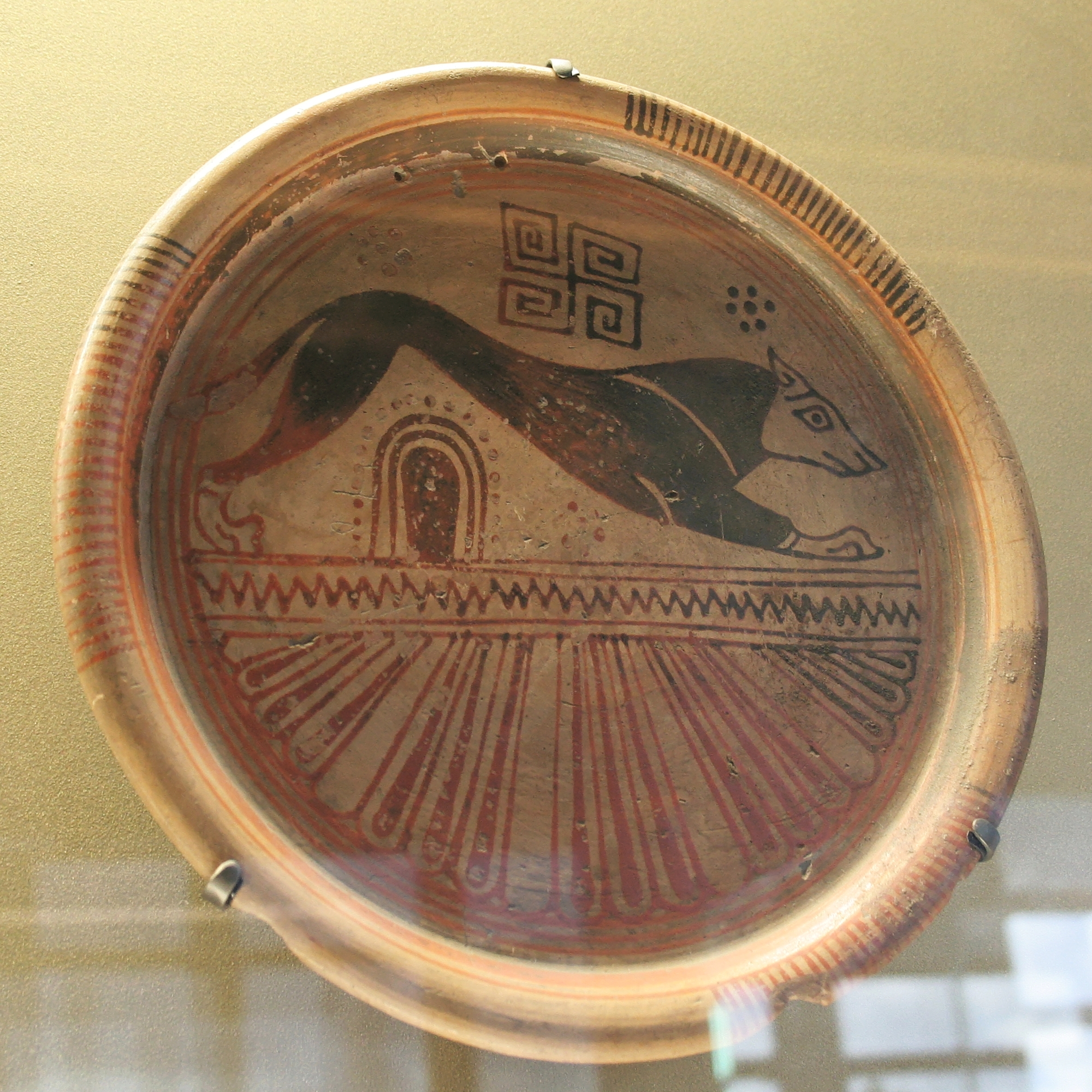
Lévrier courant, assiette orientalisante, vers 600-575 av J-C Camiros, Rhodes. Musée du Louvre.
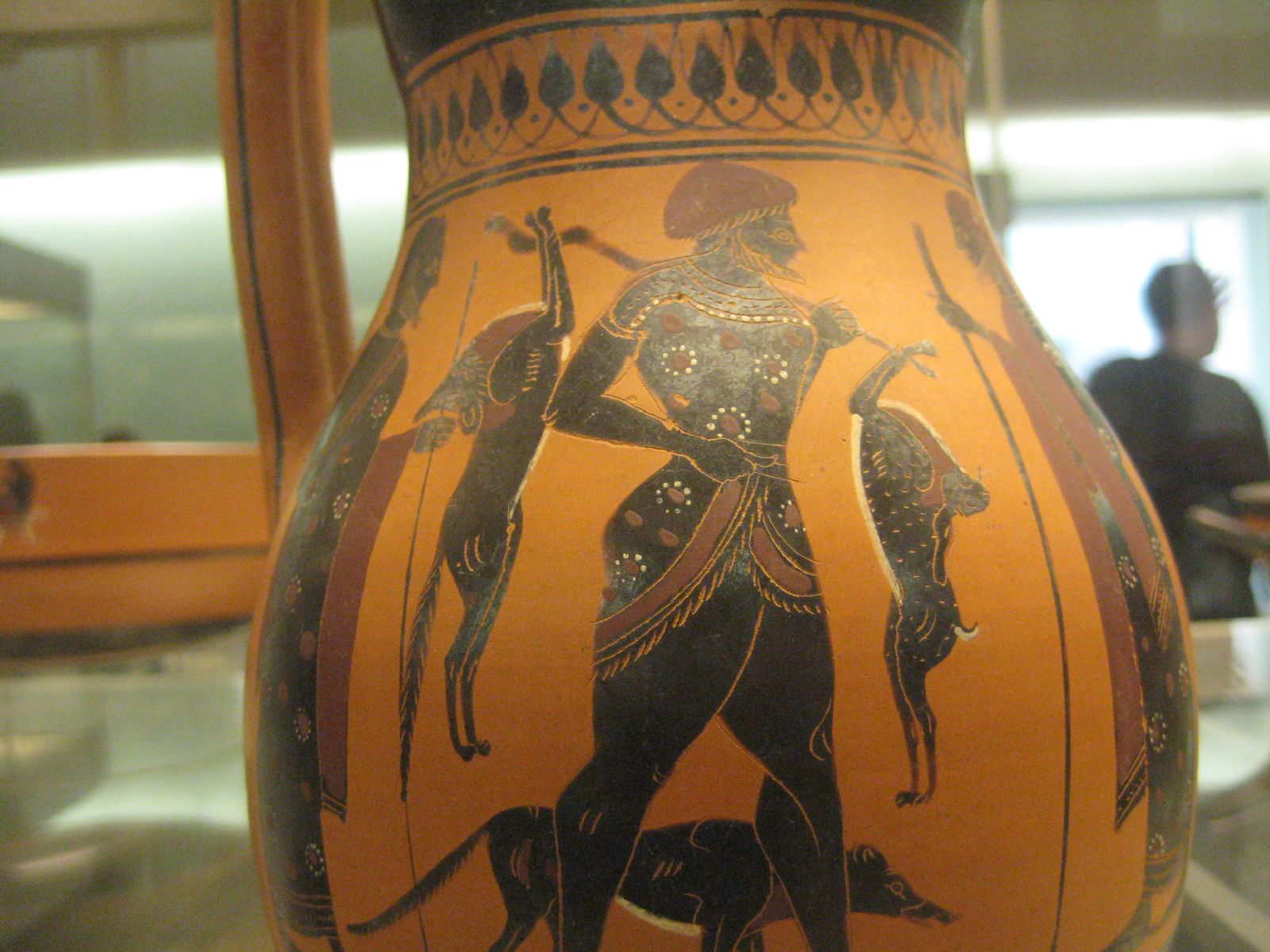
Retour d'un chasseur et de son lévrier. Fabriqué à Athènes entre 550-530 av J-C,peintre Amasis à Rhodes. Britsh museum.
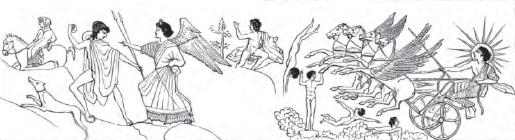
Le lévrier Cephalus. Britsh museum.